# Mood Valiant
Mood Valiant — третий студийный альбом австралийского неосоул-квартета Hiatus Kaiyote, выпущенный в 2021 году на лейбле Brainfeeder. Альбом достиг позиции #4 в австралийских ARIA charts.
На премии 2021 ARIA Music Awards альбом был номинирован в категории «Лучший соул/R&B релиз».
На премии 2021 Music Victoria Awards альбом был номинирован на «Лучший альбом штата Виктория».
На премии AIR Awards of 2022 альбом одержал победу в категории «Лучший независимый джазовый альбом/EP».

## Предыстория
Певица/гитаристка Нэй Палм 18 октября 2018 года сообщила, что у неё диагностирован рак груди. Многие из песен, вошедших в альбом Mood Valiant, она написала в период лечения и отметила, что диагноз изменил её взгляд на жизнь, и эта тема раскрывается в альбоме.
Название альбома было навеяно матерью Нэй Палм, которая владела двумя универсалами Valiant Safari, белым и чёрным, и каждый раз выбирала машину, которая соответствует её настроению на день.

## Восприятие
| Совокупная оценка | Совокупная оценка |
| Источник          | Оценка            |
| ----------------- | ----------------- |
| AnyDecentMusic?   | 7.8/10            |
| Metacritic        | 84/100            |
| Оценки критиков   |                   |
| Источник          | Оценка            |
| AllMusic          | [ 12 ]            |
| Beats Per Minute  | 79/100            |
| Clash             | 8/10              |
| Gigwise           | [ 15 ]            |
| NME               | [ 16 ]            |
| The Observer      | [ 17 ]            |
| Pitchfork         | 7.3/10            |
| PopMatters        | 9/10              |
| Rolling Stone     | [ 20 ]            |

Mood Valiant получил признание критиков, которые высоко оценили эмоциональную насыщенность, аранжировку, легкие мелодии, проникновенный вокал и живость. На сайте Metacritic, который присваивает нормализованный рейтинг из 100 баллов по рецензиям основных изданий, альбом получил средний балл из 84 на основе 7 источников, что свидетельствует о «всеобщем признании».
Рецензент Pitchfork Алдан Джексон посчитал, что Mood Valiant — «первый альбом Hiatus Kaiyote, который не звучит как просто записанный концертный сет» и «их лучший альбом на данный момент». Тайлер Дженке из Rolling Stone описал альбом как содержащий «гипнотические, почти калейдоскопические композиции». Ребекка Сибли из Clash сказала, что альбом является «сильным продолжением Choose Your Weapon» и идеальным саундтреком для лета" с его «богатыми, красочными звуковыми ландшафтами, тропической атмосферой и проникновенным голосом вокалистки Нэй Палм».

## Награды и номинации
| Год  | Награда           | Категория             | Результат | Прим. |
| ---- | ----------------- | --------------------- | --------- | ----- |
| 2021 | ARIA Music Awards | Лучший соул/R&B релиз | Номинация | [ 3 ] |

## Список композиций
Все тексты написаны Нэй Палм, вся музыка написана Нэй Палм, Пол Бендер, Перрин Мосс, Саймон Мэйвин.
| №                   | Название                                 | Длительность |
| ------------------- | ---------------------------------------- | ------------ |
| 1.                  | «Flight of the Tiger Lily»               | 0:35         |
| 2.                  | «Sip into Something Soft»                | 1:42         |
| 3.                  | «Chivalry Is Not Dead»                   | 3:26         |
| 4.                  | «And We Go Gentle»                       | 3:23         |
| 5.                  | «Get Sun» (совместно с Артуром Верокаем) | 5:37         |
| 6.                  | «All the Words We Don't Say»             | 5:06         |
| 7.                  | «Hush Rattle»                            | 0:41         |
| 8.                  | «Rose Water»                             | 3:59         |
| 9.                  | «Red Room»                               | 3:52         |
| 10.                 | «Sparkle Tape Break Up»                  | 5:15         |
| 11.                 | «Stone or Lavender»                      | 5:29         |
| 12.                 | «Blood and Marrow»                       | 3:29         |
| Общая длительность: | Общая длительность:                      | 42:40        |

| №   | Название                              | Длительность |
| --- | ------------------------------------- | ------------ |
| 13. | «Stone and Lavender» (версия в дуэте) |              |

## Участники записи
- Нэй Палм — гитара, вокал
- Пол Бендер — бас-гитара
- Саймон Мэйвин — клавишные
- Перрин Мосс — ударные

## Чарты
| Чарт (2021) | Пиковая позиция |
| ----------- | --------------- |
| 4           | 4               |
| 30          | 30              |
| 82          | 82              |
| 54          | 54              |
| 103         | 103             |
| 9           | 9               |
| 1           | 1               |
| 15          | 15              |
| 8           | 8               |